# 盖尼米德公司
盖尼米德公司（波蘭語：Ganymede Technologies）是成立于1998年的一家開發电脑游戏的公司，总部设在波兰。该公司致力于游戏软件的设计与开发，包括多种单机游戏以及基于该公司网站 www.gamedesire.com （页面存档备份，存于） 的80多种多人在线游戏，如麻将连连看，超级俄罗斯，斯诺克，五子棋等等。GameDesire网站是波兰最大的游戏平台，可以切换到包括中文在内的各种语言版本，曾有19246人同时在线游戏的纪录。

## 名称来历
盖尼米德（Ganymede）为希腊神话中特洛伊（Troy）的美男子，同时被科学家用来命名木星的第三颗卫星，它的直径达到了5250公里，为太阳系最大的卫星。

## 外部連結
- 官方网站 （页面存档备份，存于）